# Seznam nosných raket
Toto je seznam nosných raket. Jedná se o seznam běžných orbitálních vynášecích systémů, který se skládá z kosmických nosičů a jiných konvenčních systémů, které se využívají k vypouštění kosmických lodí, družic a jiných nákladů do vesmíru.

## Čína

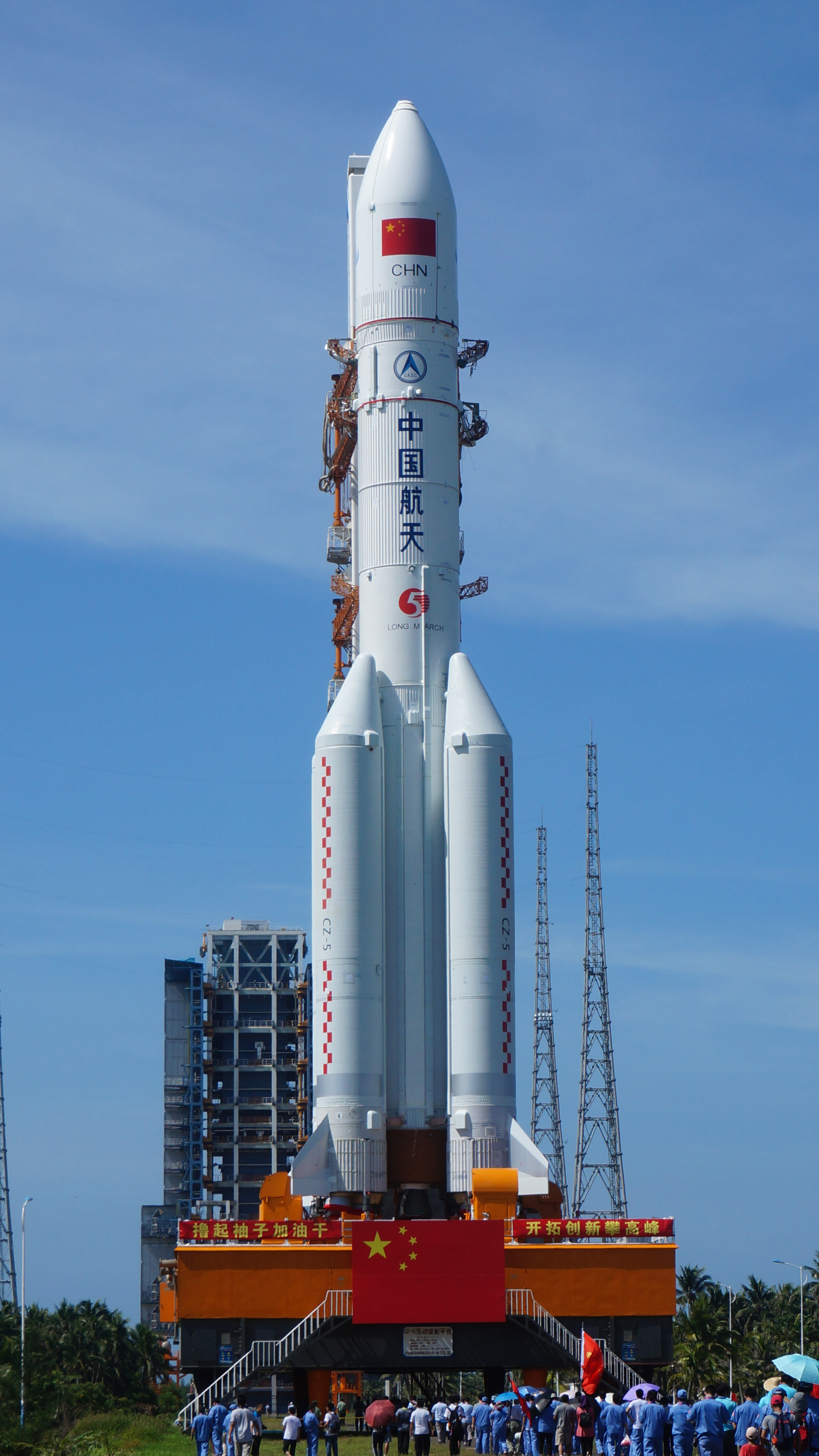
Dlouhý pochod 5

- Dlouhý pochod
  - Dlouhý pochod 1
    - Dlouhý pochod 1
    - Dlouhý pochod 1D

  - Dlouhý pochod 2
    - Dlouhý pochod 2A – vyřazena
    - Dlouhý pochod 2C – aktivní
    - Dlouhý pochod 2D – aktivní
    - Dlouhý pochod 2E – vyřazena
    - Dlouhý pochod 2F – aktivní
    - Dlouhý pochod 2F/G – aktivní

  - Dlouhý pochod 3
    - Dlouhý pochod 3 – vyřazena
    - Dlouhý pochod 3A – aktivní
    - Dlouhý pochod 3B
    - Dlouhý pochod 3B/E – aktivní
    - Dlouhý pochod 3C – aktivní

  - Dlouhý pochod 4
    - Dlouhý pochod 4A – vyřazena
    - Dlouhý pochod 4B
    - Dlouhý pochod 4C

  - Dlouhý pochod 5
  - Dlouhý pochod 6
  - Dlouhý pochod 7
  - Dlouhý pochod 9 – ve vývoji
  - Dlouhý pochod 11
- Feng Bao 1 – vyřazena
- Kaituozhe-1 – vyřazena
- Kuaizhou – aktivní

## Evropa

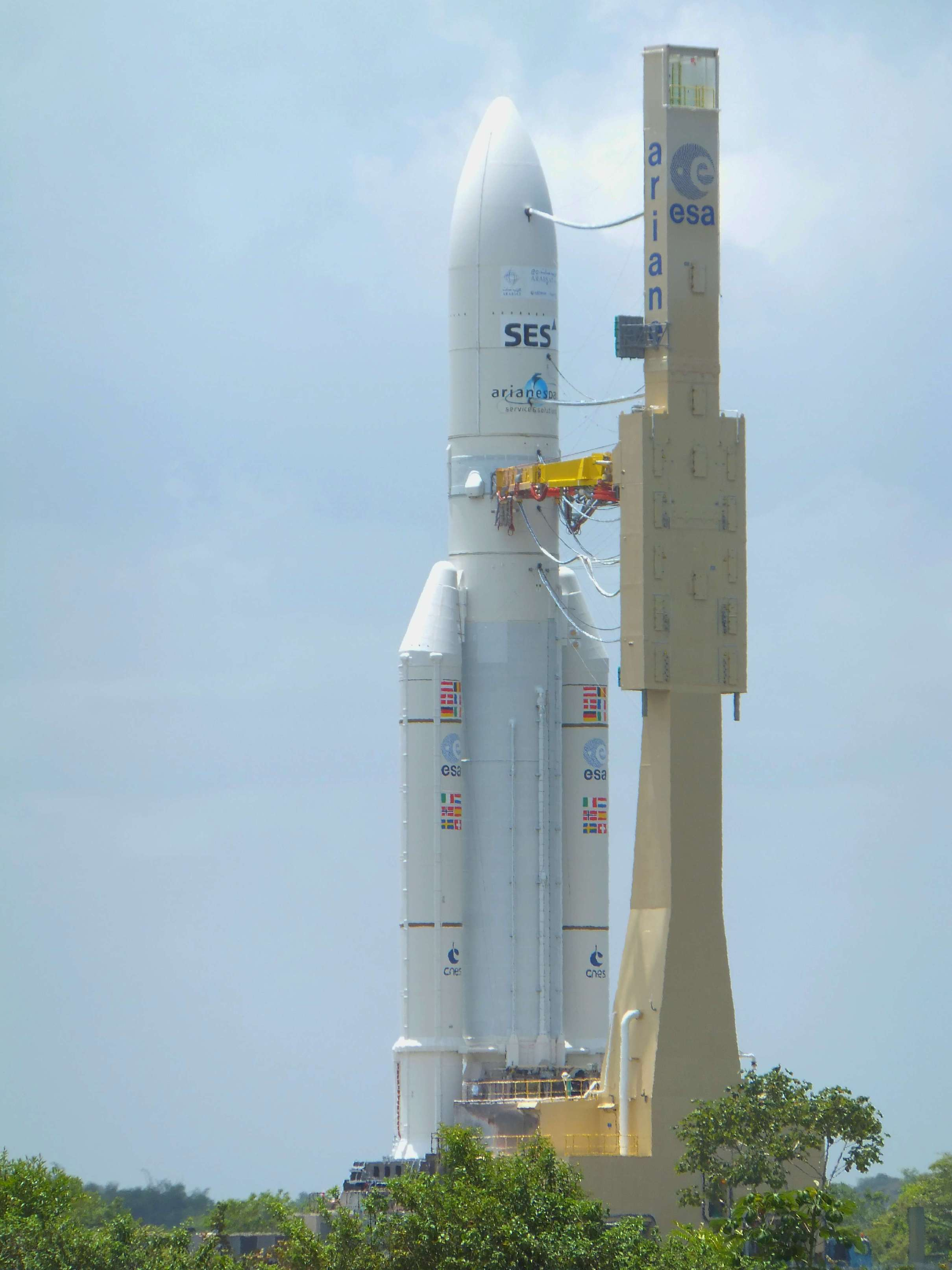
Ariane 5

- Ariane
  - Ariane 1
  - Ariane 2
  - Ariane 3
  - Ariane 4
  - Ariane 5 – aktivní
  - Ariane 6 – ve vývoji
- Europa
- Vega – aktivní

## Indie
- Satellite Launch Vehicle – vyřazena
- Augmented Satellite Launch Vehicle – vyřazena
- Polar Satellite Launch Vehicle
  - PSLV
  - PSLV-CA
  - PSLV-XL
  - PSLV-3S – ve vývoji
- Geosynchronous Satellite Launch Vehicle
  - GSLV Mk.1 (a) – vyřazena
  - GSLV Mk.1 (b) – vyřazena
  - GSLV Mk.2
  - LVM 3 (dříve GSLV Mk.3)

## Japonsko
- Lambda – vyřazena
  - L-4S
- Mu – vyřazena
  - M-4S
  - M-3C
  - M-3H
  - M-3S
  - M-3SII
  - M-V
- N – vyřazena
  - N-I
  - N-II
- H-I – vyřazena
- H-II
  - H-II – vyřazena
  - H-IIA – aktivní
  - H-IIB – aktivní
- H3 – ve vývoji
- J-I – vyřazena
- GX – zrušena
- Epsilon
- SS-520 – aktivní[1]

## Jižní Korea

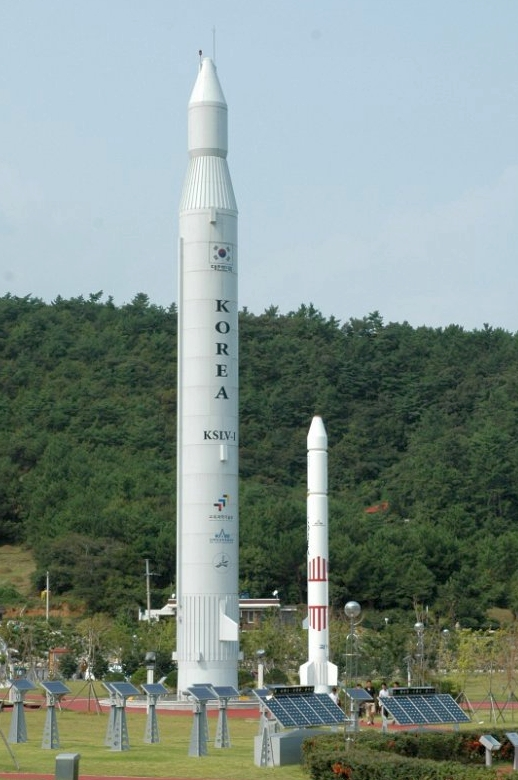
model rakety Naro-1

- Naro
  - KSLV-1 (Naro-1)
  - KSLV-2 (Naro-2) – ve vývoji

## Nový Zéland
- Electron – aktivní

## Spojené státy

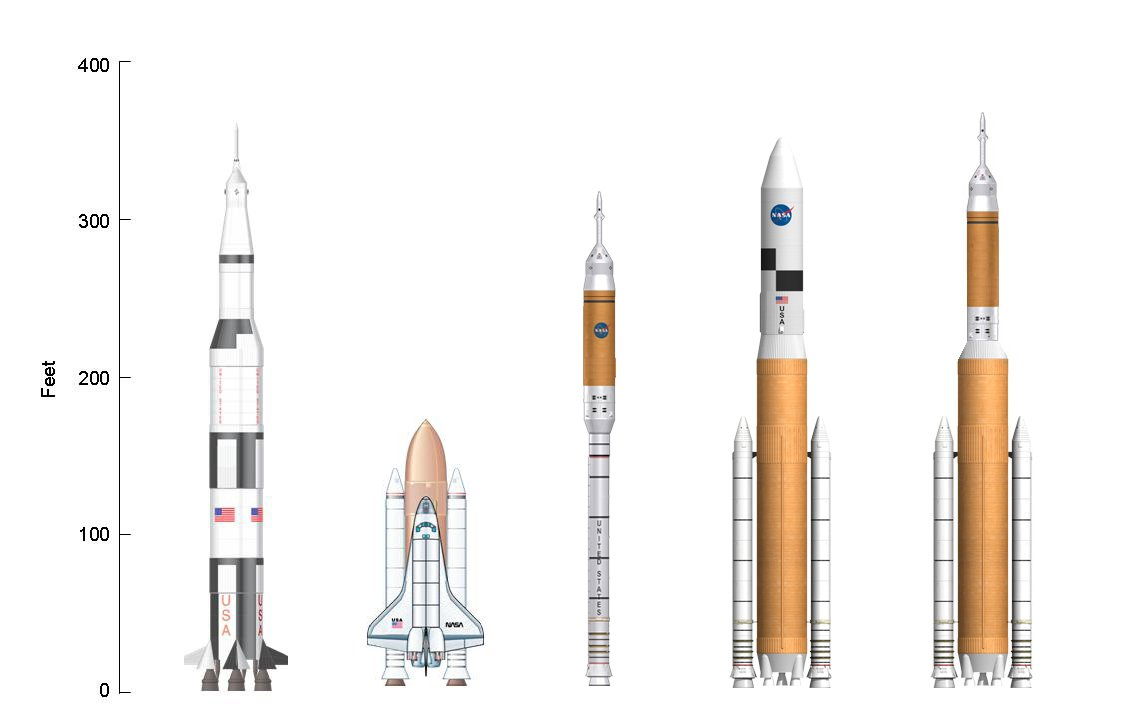
Srovnání velikosti rakety Saturn V, Space Shuttle a tří raket Ares

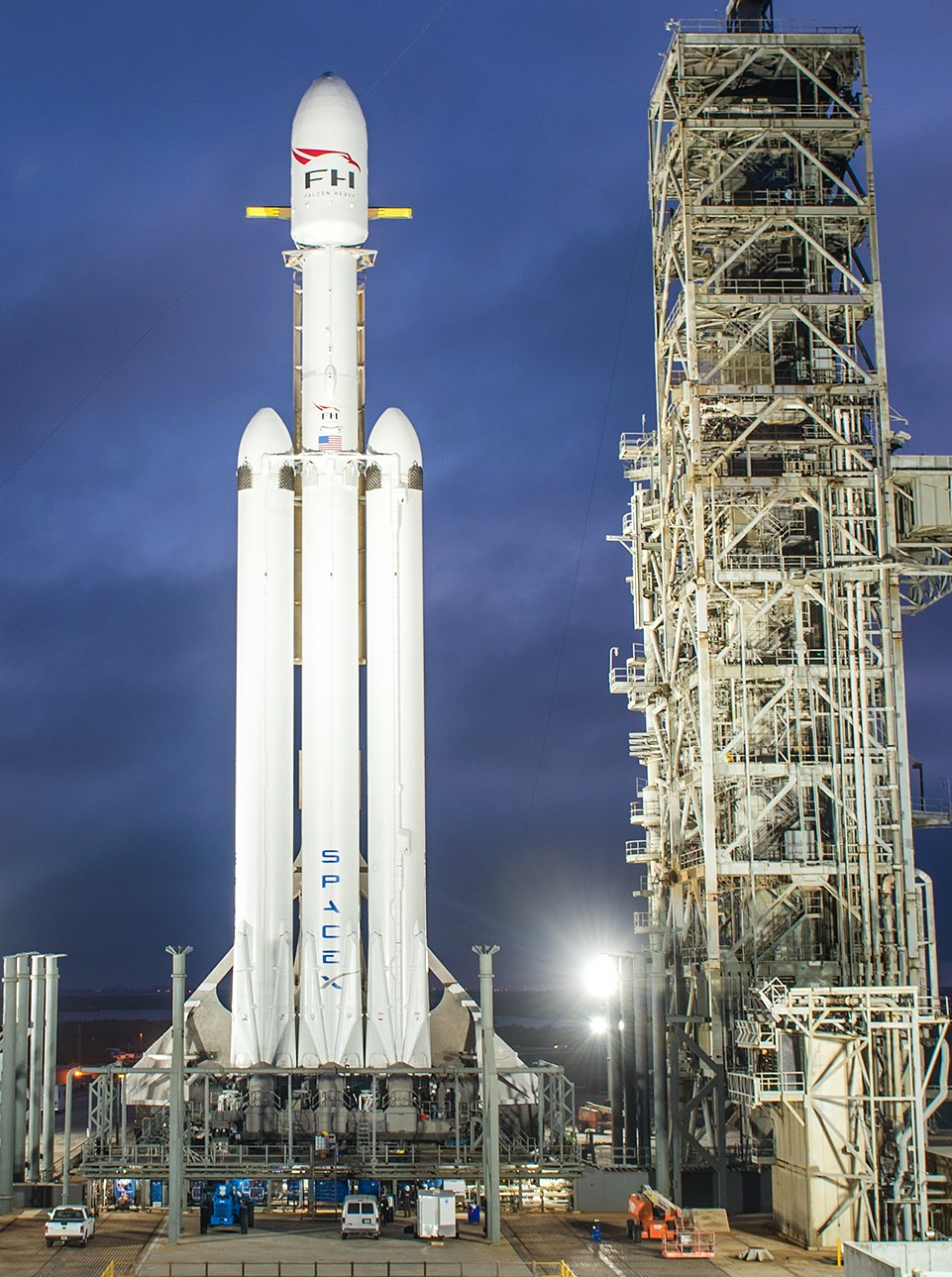
Falcon Heavy

- Antares
- Ares – zrušeno
  - Ares I
  - Ares IV
  - Ares V
- Athena – vyřazena
  - Athena I
  - Athena II
- Atlas
  - Atlas B
  - Atlas D
  - Atlas-Able
  - Atlas-Agena
  - Atlas E/F
  - Atlas H
  - Atlas LV-3B
  - Atlas SLV-3
  - Atlas-Centaur
    - Atlas G
    - Atlas I
    - Atlas II
    - Atlas III
    - Atlas V – aktivní
- Delta
  - Delta II
  - Delta III
  - Delta IV – aktivní
  - Delta IV Heavy – aktivní
- Falcon
  - Falcon 1 – vyřazena
  - Falcon 1e – zrušeno
  - Falcon 5 – zrušeno
  - Falcon 9
    - Falcon 9 v1.0
    - Falcon 9 v1.1
    - Falcon 9 FT – aktivní

  - Falcon Heavy – aktivní
- Minotaur
  - Minotaur I
  - Minotaur IV
  - Minotaur V
- Redstone
  - Juno I
  - Sparta
- Saturn
  - Saturn I – vyřazena
  - Saturn IB – vyřazena
  - Saturn V – vyřazena
- Space Shuttle
  - Columbia – zničen
  - Challenger – zničen
  - Discovery – vyřazen
  - Atlantis – vyřazen
  - Endeavour – vyřazen
- Space Launch System – ve vývoji
- Starship – ve vývoji
- New Glenn – ve vývoji
- Vulcan – ve vývoji

## Sovětský svaz a Rusko
- Amur-LNG – ve vývoji
- Angara
  - Angara 1.2 – aktivní
  - Angara 3
  - Angara 5 – aktivní
- Buran (raketoplán) – zničen
- Eněrgija – vyřazena
- Irtyš – ve vývoji
- Jenisej – ve vývoji
- Kosmos
  - Kosmos-1
  - Kosmos-2I
  - Kosmos-3
  - Kosmos-3M
- N-1 – vyřazena
- Proton (UR-500)
  - Proton – vyřazena
  - Proton-K – vyřazena
  - Proton-M – aktivní
- R-7
  - Molnija – vyřazena
    - Molnija-M – vyřazena

  - Poljot
  - Sojuz
    - Sojuz-L – vyřazena
    - Sojuz-M – vyřazena
    - Sojuz-U – vyřazena
    - Sojuz-U2 – vyřazena
    - Sojuz-FG – vyřazena

  - Sojuz 2

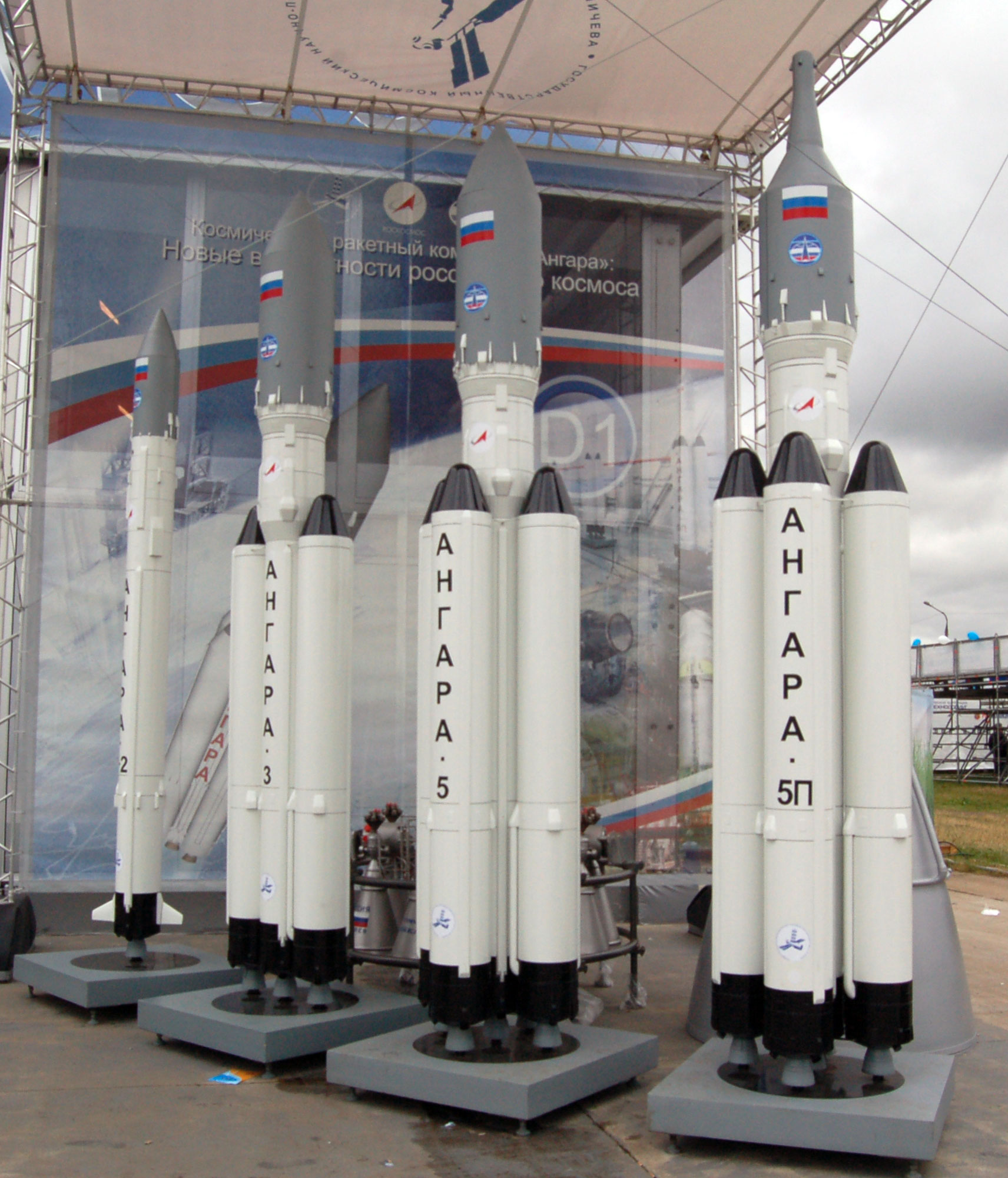
Rakety Angara

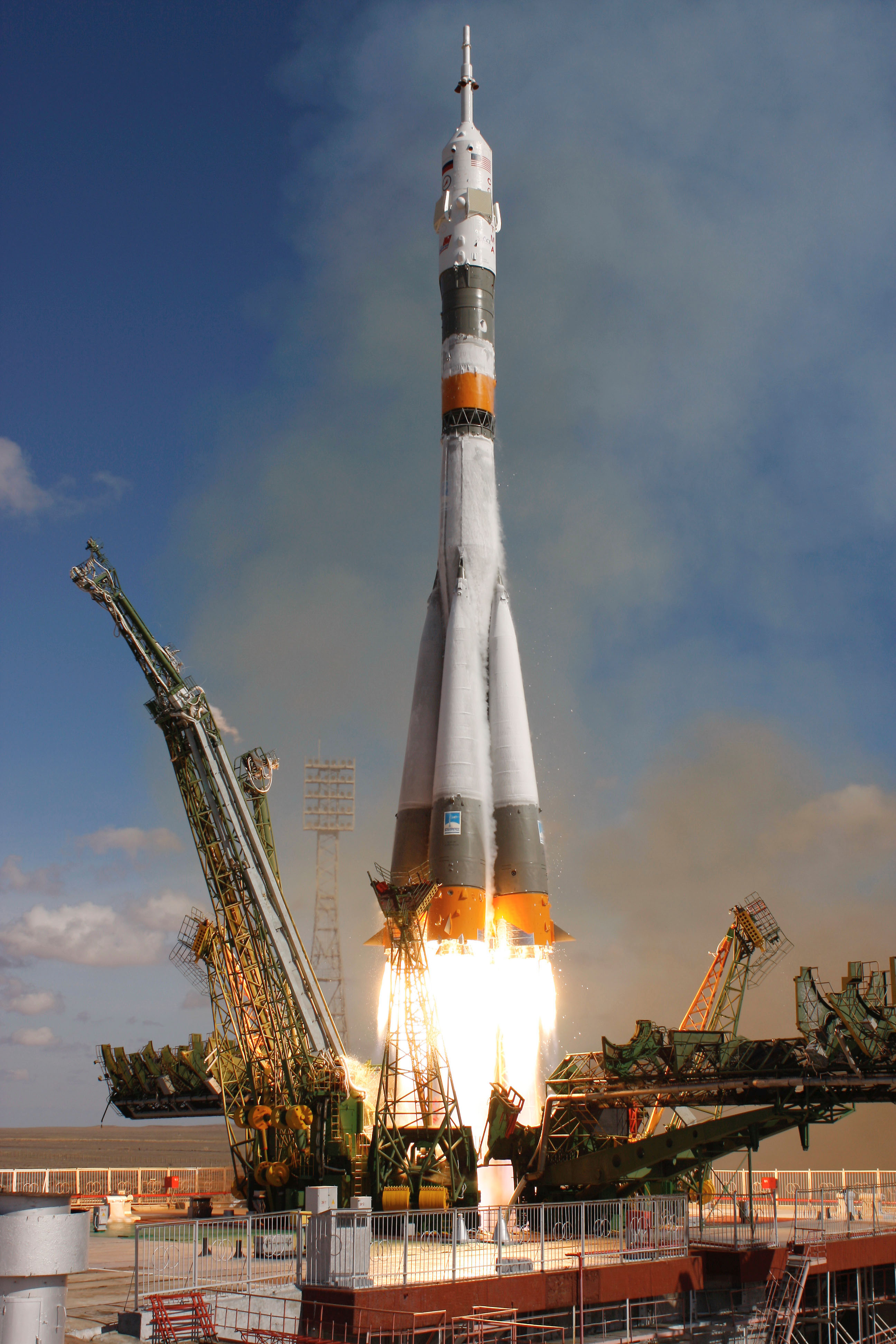
Sojuz-FG

    - Sojuz 2.1a / Sojuz ST-A  – aktivní
    - Sojuz 2.1b / Sojuz ST-B  – aktivní
    - Sojuz 2.1v  – aktivní

  - Sputnik  – vyřazena
  - Voschod – vyřazena
  - Vostok – vyřazena
    - Vostok-L / Luna
    - Vostok-K
    - Vostok-2
    - Vostok-2M
- Rokot – vyřazena
- Rus-M – zrušeno
- Start-1
- Sojuz 6 – ve vývoji

## Ukrajina
- Ciklon
  - Ciklon-2
  - Ciklon-3
  - Ciklon-4
- Dněpr
- Zenit
  - Zenit-2
  - Zenit-2M / Zenit-2SLB
  - Zenit-3SL
  - Zenit-3M / Zenit-3SLB
  - Zenit-3F / Zenit-3SLBF – aktivní